# Nicolas Klotz
Nicolas Klotz es un director de cine francés nacido en Neuilly-sur-Seine.
Klotz es el autor de varios documentales sobre retratos de músicos como el músico de sitar Pandit Ravi Shankar, el pianista Brad Mehldau o el saxofonista James Carter. Después de dos largometrajes de ficción para el cine (La nuit bengali y La nuit sacrée de la novela de Tahar Ben Jelloun), realizó la película Paria que retrataba la vida de los sin techo. Un tema que había abordado ya en el año 2000 en un telefilme difundido por la cadena Arte: Un Ange en danger.

## Películas
- La nuit bengali en 1988.
- La nuit sacrée en 1993.
- Paria en 2000.
- La Blessure en 2004.
- La Questione Humaine en 2007. Actor principal Mathieu Amalric, con la participación de Miguel Poveda.

## Premios y distinciones
Festival Internacional de Cine de San Sebastián
| Año  | Categoría                         | Película | Resultado |
| ---- | --------------------------------- | -------- | --------- |
| 2000 | Concha de Oro a la mejor película | Paria    | Ganador   |